# 吳雲 (弘治進士)
吳雲（1463年？—？），字從龍，浙江杭州府餘杭縣人，民籍，明朝政治人物。

## 生平
成化二十二年（1486年）丙午科浙江鄉試第四名舉人，為《春秋》經魁。弘治六年（1493年）中式癸丑科會試第二百七十五名，三甲第一百一十四名進士。

## 家族
曾祖吳居敬；祖父吳綱；父吳晉民，麻城縣丞。前母鄒氏；母雲氏。具庆下。